# مقاطعة فرديس
مقاطعة فرديس (بالفارسية: شهرستان فردیس) هي إحدى مقاطعات محافظة ألبرز في إيران. كان عدد سكان المقاطعة سنة 2016 حوالي 271,829 نسمة.